# Гансол
Гансол (чечен. Гlансол) — река в России, протекает по Ножай-Юртовскому и Курчалоевскому районам Чеченской Республики. Длина реки составляет 19 км. Площадь водосборного бассейна — 42,1 км².
Высота истока — 796 м над уровнем моря. Уклон реки — 34,7 м/км.
Начинается северо-западнее села Турты-Хутор, течёт в северо-западном направлении через село Гансолчу и дубово-ясеневый лес, в низовьях пересекает село Бачи-Юрт. Устье реки находится в 11 км по левому берегу реки Мичик на высоте 136 метров над уровнем моря. В работе А. Берже 1859 года «Чечня и чеченцы» упоминается речка Гансол и Гонсольская оборонительная башня, которая до наших дней не сохранилась.

## Данные водного реестра
По данным государственного водного реестра России относится к Западно-Каспийскому бассейновому округу, водохозяйственный участок реки — Сунжа от впадения реки Аргун и до устья. Речной бассейн реки — Реки бассейна Каспийского моря междуречья Терека и Волги.
Код объекта в государственном водном реестре — 07020001312108200006296.